# Евроскептицизм
Евроскептици́зм (англ. euroscepticism) — одна из форм оппозиционной деятельности (скептицизм), согласно которой её сторонники (евроскептики) фокусируются на идеях, мыслях, действиях, направленных на сомнения, критику, неприятие и разочарование относительно или всего Европейского союза, или определённой части его общей политики, или деятельности конкретного института и так далее.

## Идеология
Очень часто евроскептики выступают с позиций поддержки национальных государств, их суверенитета и высказывают опасения, что дальнейшая интеграция размоет национальный суверенитет их государств. Несмотря на это, евроскептицизм не является отдельной, оформленной идеологией. Представители разных государств и стран, разных политических движений высказывают своё неприятие отдельных аспектов союза европейских государств. Цели многих евроскептиков также различаются — от полного выхода из союза, выхода из еврозоны до желания реформировать союз, не выходя из него. Новая волна евроскептицизма связана с мировым экономическим кризисом и с волной миграции.

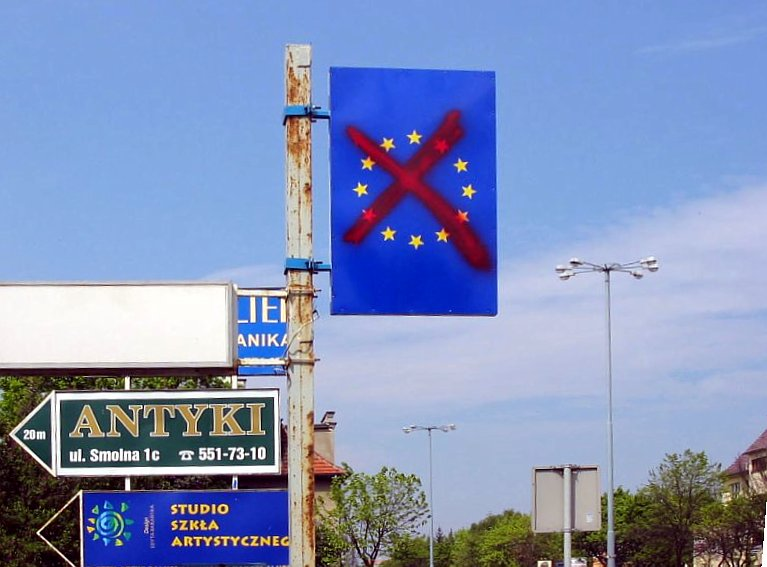
Перечёркнутый флаг Евросоюза. Польша. 2003 год.

Начало XXI века ознаменовалось усилением противников европейской идеи и её институционального воплощения. Заметно увеличилось количество евроскептических партий, расширилась их электоральная база, возросло их представительство в парламентах и влияние на политические процессы. В подавляющем большинстве стран ЕС еврокритики смогли конвертировать протестные настроения в популярность националистических партий. Символом роста их популярности стали майские выборы 2014 года в Европейский парламент, итоги которых ряд политических экспертов охарактеризовали как «землетрясение» или «цунами».
Так, в Великобритании убедительную победу на выборах в Европарламент в 2014 году одержала Партия независимости Соединённого Королевства (27,5 %), во Франции первое место занял «Национальный фронт» (24,8 %), в Италии вторым стало «Движение пяти звёзд» (21,1 %), а возникшая в 2013 году партия «Альтернатива для Германии» сразу смогла набрать 7,1 % голосов. Евроскептики вошли также в парламенты Дании, Швеции, Австрии, Бельгии, Нидерландов, Венгрии, Польши и Греции.
На выборах в Европарламент в 2019 году ряд евроскептических партий потерпели заметное поражение: так Партия независимости Соединённого Королевства получила лишь 3,3 % голосов, «Движение пяти звёзд» — 17,1 %, бельгийский Новый фламандский альянс 14,2 % вместо 15,8 %, «Национальный фронт» — 23,3 %.
В то же время «Альтернатива для Германии» получила 11 %, венгерская ФИДЕС — 52,6 % вместо 51,5 %, итальянская Лига Севера — 34,3 % вместо 6,2 %, «Шведские демократы» — 15,3 % вместо 9,7 %.
В целом, в начале XXI века евроскептицизм стал одним из самых заметных явлений общественно-политической жизни Европы.
К евроскептикам в европейском парламенте относят, в частности, (ультра)правый альянс Маттео Сальвини «Идентичность и демократия», правоконсервативную британскую «Европа за свободу и демократию» Найджела Фаража и европарламентскую консервативную партию «Европейские консерваторы и реформисты».
Также существует более умеренная разновидность евроскептицизма, так называемый «мягкий евроскептицизм». Сторонники этого направления зачастую не отрицают саму идею единой Европы, однако выступают за большую самостоятельность членов ЕС, за ужесточение миграционной политики Шенгенской зоны, а также критикуют единую европейскую валюту, или призывают к отказу от перехода на неё. Пример партий которые исповедуют такие идеи: польская Право и Справедливость, испанская Гражданская демократическая партия, Венгерский гражданский союз, бельгийская Новый фламандский альянс, а также греческая СИРИЗА.

## В действии
23 июня 2016 года, 51,89 % граждан Великобритании проголосовали за её выход из состава ЕС.
Евроскептическая партия «Кандидатура народного единства», играющая важную роль при формировании правящих парламентских коалиции в региональных выборах автономного региона Каталония выступает за полную независимость Каталонии, что, согласно позиции официального Мадрида, автоматически означает выход из ЕС.
Позиции евроскептиков традиционно сильны в странах Скандинавии (Дании, Швеции, Норвегии): здесь идея культурной интеграции с ЕС в целом поддерживается населением, однако избиратели отвергают передачи Брюсселю части полномочий в юридической сфере, скептически относятся к идее утраты собственных национальных валют. Особенно наглядно это продемонстрировал референдум 2015 года в Дании.